# Hotel Savoy i Łódź
Hotel Savoy er et berømt hotel i Łódź ved Romuald Traugutts gade 6. Med sine otte etager var hotellet i sin tid den højeste bygning i byen.
Hotellet blev bygget ved den datidige Krótka-gaden af den wienerske finansmand Salomon Ringer efter tegninger af Stefan Lemmene. Opførslen blev til at begynde med realiseret af Cynamon fra Warszawa, og senere af Goldstein fra Katowice. Hotellet stod færdig i 1911. Dets højde blev yderligere markeret af den smalle Krótka-gade og kontrasten med de andre, meget lavere bygninger ved gaden.
Efter anden verdenskrig blev hotellet overtaget af staten, og i årtiernes løb blev hotelinteriøret ombygget flere gange. Efter nye renovationer i 1990'erne fik det imidlertid sin gamle karakter tilbage. I 1991 fik hotelrestauranten prisen for årets bedste interiør.
Hotelbygningens facade er hovedsagelig flad og enkel, men man kan også finde karnapvinduer på siderne, små balkoner og dekorative detaljer. I første og anden etage findes store glasvinduer og et smukt cirkulært vindue omkranset af to stiliserede påfugle i metal.
Hotellet befinder sig i nærheden af Piotrkowska-gaden og Hotel Grand, hvis nordlige facade ligger ved samme gade som Savoy.

51°48′N 19°30′Ø / 51.8°N 19.5°Ø